# Mistral (岡村孝子の映像作品)
『mistral』（ミストラル）は、岡村孝子の通算2作目のプロモーション・ビデオ集。1992年7月17日にVHS・LDで発売されたのち、2002年7月24日にDVD化された。発売元はファンハウス。

## 解説
- 単独で初めて出演した第一生命のコマーシャル撮影で訪れたフランスにてロケを実施した。
- コマーシャルと同様のカット割りが使用されているため、ある意味では企業と歌手が映像でコラボレーションをした走り的な作品である。
- 1991年5月23日発表のシングル「Good-Day 〜思い出に変わるならば〜」のプロモーション・ビデオも収録されている。
- この曲は、スペシャル・ドラマ『5月の風 〜ひとりひとりの二人』（日本テレビ系）の主題歌に使用された。
- 歌手デビュー20周年記念のオールタイム・ベストアルバム『DO MY BEST』（2002年7月24日発売）の初回限定生産盤で、2曲とも初DVD化された（2008年現在、DVD化はそれのみ）。

## 収録曲
1. ミストラル 〜季節風〜
  - 作詞・作曲：岡村孝子、編曲：清水信之
2. Good-Day 〜思い出に変わるならば〜
  - 作詞・作曲：岡村孝子、編曲：清水信之

## 関連作品
- Chou-fleur　　M-2
- mistral　　M-1
- After Tone III　　M-1・2
- HISTOIRE　　M-1
- DO MY BEST　　M-1・2
- TOY BOX　　M-1・2